# مهدي عاكف
محمد مهدي عاكف (12 يوليو 1928 - 1 محرم 1439 هـ / 22 سبتمبر 2017)، المرشد العام الأسبق لجماعة الإخوان المسلمون وهو المرشد العام السابع للجماعة وقد تولّى هذا المنصب بعد وفاة سلفه مأمون الهضيبي في يناير عام 2004.
يعد محمد مهدي عاكف صاحب لقب أول مرشد عام سابق للجماعة عندما لم يرغب في الاستمرار في موقع المرشد العام، فانتخب الدكتور محمد بديع خلفا له، ليسجل بذلك سابقة في تاريخ الجماعة. تُوفي في 22 سبتمبر عام 2017م عقب تدهور صحته في أحد سجون النظام المصري.

## النشأة والتعليم
من مواليد كفر عوض السنيطة في مركز أجا في محافظة الدقهلية، «مدرسة المنصورة الابتدائية»، ثم التوجيهية من «مدرسة فؤاد الأول» الثانوية بالقاهرة، ثم التحق بالمعهد العالي للتربية الرياضية، وتخرج في مايو 1950م.
- عمل بعد تخرجه مدرساً للرياضة البدنية بمدرسة (فؤاد الأول) الثانوية.

## نشاطه السياسي والدعوي
- عرف الإخوان في وقت مبكر في عام 1940م، وتربى على شيوخ الإخوان وعلمائهم، وعلى رأسهم حسن البنا، وكان من أحبِّ المشايخ إلى نفسه محب الدين الخطيب.
- التحق بكلية الحقوق 1951م، ورأس معسكرات جامعة إبراهيم (جامعة عين شمس حاليًا) في الحرب ضد الإنجليز في القناة [5] حتى قامت الثورة، وسلَّم معسكرات الجامعة لـكمال الدين حسين المسؤول عن الحرس الوطني آنذاك.
- آخر موقع شغله عاكف في الإخوان قبل صدور قرار بحل الجماعة عام 1954م هو رئاسة قسم الطلاب،
- رئيساً لقسم التربية الرياضية بالمركز العام للإخوان المسلمين.
- اشترك في تنظيم المخيمات للشباب الإسلامي على الساحة العالمية بدءًا من السعودية، والأردن، وماليزيا، وبنغلاديش، وتركيا، وأستراليا، ومالي، وكينيا، وقبرص، وألمانيا، وبريطانيا، وأمريكا.
- مديرًا للمركز الإسلامي بميونخ.
- شغل عضوية مكتب الإرشاد أعلى هيئة قيادية داخل الجماعة منذ عام 1987م حتى أكتوبر 2009.
- انتخب عضوًا بمجلس الشعب سنة 1987م عن دائرة شرق القاهرة، وذلك ضمن قائمة التحالف الإسلامي التي خاض الإخوان الانتخابات تحت مظلتها.

## في السجون المصرية
- قُبض عليه في أول أغسطس 1954م، وحُوكم بتهمة تهريب اللواء عبد المنعم عبد الرؤوف- أحد قيادات الجيش وأحد أعلام الإخوان - والذي أشرف على طرد الملك «فاروق»- وحُكم عليه بالإعدام، ثم خُفف الحكم إلى الأشغال الشاقة المؤبدة.[5]
- خرج من السجن سنة 1974م في عهد أنور السادات ليزاول عمله كمدير عام للشباب بوزارة التعمير.
- قُدِّم للمحاكمة العسكرية سنة 1996م؛ فيما يعرف بقضية سلسبيل والتي ضمت وقتها عدد كبير من قيادات الإخوان المسلمين، وقد اتهمه الادعاء بأنه المسؤول عن التنظيم العالمي للإخوان المسلمين، وحُكم عليه بثلاث سنوات، ليخرج من السجن في عام 1999م.
- رفض إعادة انتخابه مرشداً للإخوان وترك المنصب بعد انتخاب د. محمد بديع مرشدا خلفاً له في 16 يناير 2010م.
- اختير في المرتبة الثانية عشر ضمن 50 شخصية مسلمة مؤثرة في عام 2009 في كتاب أصدره المركز الملكي للدراسات الإستراتيجية الإسلامية وهو مركز أبحاث رسمي في الأردن حول أكثر 500 شخصية مسلمة مؤثرة في عام 2009.[6][7]
- ألقي عليه القبض في يوليو 2013 بعد أيام فقط من الإنقلاب العسكري، وظل عاكف محبوسا على ذمة القضية المعروفة إعلاميا «بأحداث مكتب الإرشاد» عام 2013، التي وقعت فيها اشتباكات بين أنصار جماعة الإخوان المسلمين ومعارضيها، والتي قضت محكمة الجنايات على إثرها بسجنه 25 عاما، لكن محكمة النقض ألغت الحكم في كانون الثاني/ يناير 2016، لتُعاد محاكمته من جديد.[8][9]
- قضت محكمة جنايات القاهرة في مايو 2014، ببراءة المرشد العام السابق لجماعة الإخوان المسلمين السابق محمد مهدي عاكف من تهمة إهانة القضاء لكن محاميه ذكر أنه لن يفرج عنه لأنه محبوس احتياطيا على ذمة قضية أخرى. وكان عاكف قد صرح لصحيفة الجريدة الكويتية خلال حكم الرئيس السابق محمد مرسي قائلا “الإعلام فاسد لا يريد لمصر نهضة. القضاء فاسد لا يريد لمصر نهضة.” لكن محاميه أكد على أن ما نسب لموكله واعتُبر ماسا بالسلطة القضائية اجتزئ من سياقه.[10]
- رغم وفاته عام 2017، لكن محكمة النقض المصرية رفضت في نوفمبر 2021 الطعن المقدم من محاميه وأيدت إدراج عاكف على قوائم «الإرهاب» لمدة 5 سنوات.[11]

## انتقاد وفبركات إعلامية
ثارت ضجة حول عبارة استخدمها محمد مهدي عاكف في حوار صحفي مسجل نسب له نشرته جريدة روز اليوسف حوارا أجراه الصحفي مع مرشد جماعة الإخوان محمد مهدي عاكف حين سأله ردا على قول عاكف بأن لا مانع لديه أن لا يحكم مصر غير مصري طالما كان مسلما، فأجابه عاكف قائلا «طز في مصر.. وأبو مصر.. واللي في مصر...»، وكان الحوار قد أجري لصالح جريدة الكرامة المصرية التي رفضت نشر نصه، فقام الصحفي الذي أجرى الحوار بتقديمه مع تسجيل الحوار إلى جريدة روز اليوسف التي نشرته كاملا، ورفضت جماعة الإخوان المسلمون وقتها الحوار وقال مرشدها العام «أنه مفبرك» وهددت باللجوء للقضاء،
وقال عاكف لـ«الشرق الأوسط» إنه لم يدل بحديث لهذه الصحيفة، لكنه أدلى بالحوار منذ 9 أشهر لصحيفة الكرامة الأسبوعية، مشيراً إلى أن الصحيفة تسير على مبدأ «ولا تقربوا الصلاة» من دون أن تكمل الآية الكريمة. وسألت «الشرق الأوسط» الدكتور يحيى الجمل، المستشار القانوني للإخوان، حول الموقف القانوني، فقال إن مرشد الإخوان لن يقاضي الصحيفة.
إلا أن جريدة روز اليوسف أعلنت امتلاكها لتسجيل الحوار بصوت محمد مهدي عاكف الذي لم يتقدم بأي دعوى قضائية ضد الجريدة، وقام رئيس تحرير الجريدة عبد الله كمال ببث مقاطع من الحوار على التليفزيون المصري في برنامج البيت بيتك الذي يبث مباشرة في 10 أبريل 2006
قالت جماعة الإخوان المسلمين في بيان لها في ديسمبر 2006 أن محكمة جنح مدينة نصر قضت ببراءة مرشدها العام محمد مهدي عاكف من تهمة سب وقذف الشعب المصري والتي رفعها ضده أحد المحامين.

## وفاته في السجن المصري
توفي عاكف يوم 1 محرم 1439 هـ الموافق فيه 22 سبتمبر 2017م في مستشفى قصر العيني بالقاهرة، حيث كان يقضي فترة حبس على ذمة قضية «أحداث مكتب الإرشاد»، كما تُعرف إعلاميًا، والتي وقعت فيها اشتباكات بين أنصار جماعة الإخوان المسلمين ومعارضيها، قبل أشهر من المظاهرات المناوئة للرئيس المصري آنذاك محمد مرسي، بعد أن كان قد نقل في وقت سابق من السجن، إلى المستشفى المذكور للعلاج، حسب أسرته ومصادر بجماعة الإخوان المسلمين. وكانت أسرة عاكف قد طلبت نقله إلى مستشفى خاص عوض مستشفى قصر العيني الحكومي، فأعلنت وزارة الداخلية المصرية استجابتها لهذا الطلب. وكان نشطاء سياسيون وحقوقيون قد طالبوا الحكومة المصرية بالسماح بنقل عاكف إلى المستشفى بعد تدهور حالته الصحية في محبسه. وقدمت أسرته التماسًا إلى المجلس القومي لحقوق الإنسان ووزارة الداخلية. بالمقابل، قال عبد المنعم عبد المقصود، رئيس هيئة الدفاع عن عاكف، أن الأخير لم يحصل على إفراج صحي رغم المطالبات بذلك. كما أشارت مصادر إلى أن شهود بالمستشفى قالوا بإن سلطات الأمن المصرية تتعنت في إنهاء إجراءات جنازة عاكف، وأن محاميه تلقى تعليمات من الأجهزة الأمنية بإتمام مراسم الدفن مساء اليوم التالي لوفاته. كما قال المتحدث الإعلامي باسم جماعة الإخوان أحمد سيف الدين أن «وفاة عاكف قتل ممنهج وجريمة مكتملة الأركان»، فيما أصدرت الجماعة بيانًا حملت فيه السلطات المصرية المسؤولية الكاملة عن وفاة مرشدها السابق لإصرارها على «حبسه والتنكيل به رغم مرضه وتقدم عمره فتعمدت قتله». ومن جهة أخرى، صرَّح مسؤول مركز الإعلام الأمني في وزارة الداخلية المصرية أنه تم اتخاذ الإجراءات اللازمة قبل واقعة الوفاة، وأن النيابة المختصة قررت التصريح بدفن الجثة عقب توقيع الكشف الطبي الظاهري عليها، وأن الجثمان سُلم لذويه عقب ذلك لدفنه.
أصدر بيانات نعي كل من الاتحاد العالمي لعلماء المسلمين وحركة النهضة وحركة حماس والإخوان المسلمون في سوريا وحركة مجتمع السلم والتجمع الوطني للإصلاح والتنمية - تواصل.

## الحكومة تمنع إقامة جنازة أو الصلاة عليه
حكومة عبد الفتاح السيسي منعت إقامة جنازة له، وأجبرت أُسرته على دفنه الساعة 2 فجراً، وسمحت لـ 4 أشخاص بدفنه فقط.